# Marthe et Marie Madeleine (Le Caravage)
Pour les articles homonymes, voir Marthe et Marie-Madeleine.
Marthe et Marie Madeleine, parfois appelé La Conversion de Marie Madeleine, est un tableau du Caravage peint vers 1598 et conservé à l'Institute of Arts de Détroit aux États-Unis. Il représente les deux sœurs Marthe et Marie de Béthanie — celle-ci étant ici confondue avec Marie Madeleine — et met en scène la manière dont l'une écarte l'autre de sa vie de pécheresse.

## Historique
L'œuvre est réalisée par Caravage alors qu'il est au service du cardinal Francesco Maria del Monte, son mécène et premier protecteur. La date de sa réalisation n'est pas connue avec précision : elle est située à environ 1598 par son propriétaire actuel, l'Institute of Arts de Detroit, ou 1597-1598 par l'historienne de l'art Rossella Vodret. Le modèle pour Marie-Madeleine est sans doute la courtisane Fillide Melandroni, présente dans plusieurs autres tableaux de l'artiste lombard ; et Marthe pourrait avoir les traits d'Anna Bianchini, dite « Annuccia », autre modèle récurrente du peintre.
La toile appartient initialement à la collection d'Olimpia Aldobrandini qui est la nièce du pape Clément VII, puis à ses héritiers jusqu'au XIXe siècle. Par le jeu d'achats entre collectionneurs, elle est finalement acquise en 1973 par son propriétaire actuel, le Detroit Institute of Arts. Son authentification est très récente puisqu'elle est considérée comme une copie jusqu'aux années 1970. Depuis, à la suite des travaux de l'historien de l'art britannique Denis Mahon, l'ensemble de la communauté scientifique s'accorde sur l'attribution à Caravage.

## Description
La scène représente deux personnages féminins dont les regards se croisent. À droite, une des deux femmes est vue en buste, de face. Elle se tient debout devant une table. Elle est richement vêtue et tient dans la main droite une fleur et pose sa main gauche sur un miroir convexe. Un pot d'onguent et un peigne sont posés sur la table devant elle.
À gauche du tableau, l'autre femme est assise. Elle est vêtue de manière plus modeste. Elle tend les mains vers l'autre femme dans ce qui semble être un mouvement d'éloquence passionnée.

## Sujet
Le tableau met en scène deux personnages féminins, la pècheresse Marie Madeleine (à droite), personnage composite confondu depuis Grégoire Ier au VIe siècle avec Marie de Béthanie, et la sœur de cette dernière, Marthe de Béthanie (à gauche). Elles sont toutes deux sœurs de Lazare de Béthanie. La scène représente simultanément deux épisodes de la tradition chrétienne : un épisode tiré de l'Évangile selon Luc où Marthe reproche à sa sœur de ne pas l'aider à accueillir Jésus, et un second, tiré du même Évangile où Marie Madeleine marque sa conversion à Jésus en lui portant un vase d'albâtre rempli de parfum. Ce second évènement s'inscrit dans un intérêt croissant à partir du XVIe siècle pour l'image de la pècheresse repentie que représente Marie Madeleine.

## Analyse
La scène fait intervenir des objets — miroir convexe, onguent et peigne — qui peuvent l'assimiler à une vanité, c'est-à-dire à une représentation symbolique du temps qui passe. Le tableau se situe ainsi dans la lignée de productions picturales vénitiennes du XVIe siècle, telle La Femme au miroir que produit Titien vers 1515. Néanmoins, Caravage détourne cette allégorie par la lumière se reflétant dans le miroir et qui se rapporte plutôt à la lumière de la révélation divine.
L'œuvre est construite selon une forte opposition tonale entre le visage de Marthe plongé dans l'obscurité et la clarté qui illumine celui de Marie Madeleine. Or le lien entre les deux semble situé dans les mains de Marthe, d'où semble émaner une forte lumière. Par ce procédé complété par des éléments vestimentaires (la simplicité des habits de Marthe par opposition au luxe de ceux de Marie Madeleine) ou comportemental (la passion de Marthe par opposition à la retenue de sa sœur), le peintre réussit à traduire physiquement ce qui relève en réalité de l'ordre spirituel.

## Documentaire
- 2023 : Le Monde dans un tableau épisode Le Peigne du Caravage de Nicolas Autheman[7].

## Documentation

### Sites internet consultés
- (en) Detroit Institute of Arts, « Martha and Mary Magdalene, ca. 1598 », sur dia.org, 2017 (consulté le 20 novembre 2017).